# Sasha Spielberg
Pour les articles homonymes, voir Spielberg et Lee.
 (décembre 2022).
Si vous disposez d'ouvrages ou d'articles de référence ou si vous connaissez des sites web de qualité traitant du thème abordé ici, merci de compléter l'article en donnant les références utiles à sa vérifiabilité et en les liant à la section « Notes et références ».
Sasha Spielberg, également dite Buzzy Lee, est une actrice et musicienne américaine, née le 14 mai 1990 à Los Angeles, en Californie aux États-Unis.

## Biographie
Sasha Spielberg est la fille du réalisateur Steven Spielberg et de l'actrice Kate Capshaw. Elle est la demi-sœur de l'actrice Jessica Capshaw.
Elle joue des rôles secondaires dans plusieurs films, notamment quatre réalisés par son père.
En 2010, avec son frère aîné Theo Spielberg, elle forme Wardell, un groupe de pop qui sort en 2013 un EP intitulé Brother/Sister. En 2014, elle collabore avec Nicolas Jaar pour une chansons intitulée Don't Tell Me, sous le pseudonyme commun de Just Friends. pour le morceau En 2018, choisissant Buzzy Lee comme nom de scène, elle sort un nouvel EP, Facepaint, à nouveau au côté de Nicolas Jaar.
En 2021, Sasha déclare que ses influences musicales sont notamment Alice Coltrane, Kate Bush, Led Zeppelin, The Strokes, Erik Satie ou encore Angèle.

## Filmographie
Sauf indication contraire, les informations mentionnées dans cette section peuvent être confirmées par les bases de données cinématographiques IMDb et Allociné,  présentes dans la section « Liens externes ».

### Comme actrice
- 1999 : Destinataire inconnu de Peter Chan : la fille avec le cierge magique
- 2004 : Le Terminal de Steven Spielberg : Lucy
- 2005 : Munich de Steven Spielberg : la jeune Israélienne regardant la télévision
- 2008 : Indiana Jones et le Royaume du crâne de cristal de Steven Spielberg : la fille cognant Mutt dans le bar
- 2009 : Pacific Standard Time (court métrage) de Sam Boyd : Lucy
- 2010 : The Company Men de John Wells : Sarah
- 2010 : The Dry Land (en) de Ryan Piers Williams : Sally
- 2010 : Tout va bien ! The Kids Are All Right de Lisa Cholodenko : la fille maigre
- 2011 : Le Jour où je l'ai rencontrée de Gavin Wiesen (de) : Zoe Rubenstein
- 2011 : La Délicatesse de Stéphane et David Foenkinos : la femme du couple de touristes
- 2013 : Before I Sleep d'Aaron et Billy Sharff : Rachel
- 2014 : New Partner (série télévisée) : l'officier Liana Weston
- 2017 : Pentagon Papers de Steven Spielberg : la femme anonyme déposant le paquet
- 2018 : Les Potes d'Olivia Milch : Carrie
- 2018 : In a Relationship (en) de Sam Boyd

### Autres
- 2012 : It's Not You It's Me (court métrage) de Matt Spicer - créatrice des costumes
- 2013 : Girls Without Boys (téléfilm) - coscénariste
- 2015 : Grey's Anatomy (série télévisée), saison 12, épisode Lequel des deux ? - interprète de la chanson No Scrubs (non créditée)

## Discographie
- 2013 : Brother/Sister - EP du groupe Wardell avec Theo Spielberg
- 2014 : Don't Tell Me - single avec Nicolas Jaar sous le nom de Just Friends
- 2018 : Facepaint - EP avec Nicolas Jaar